# La Palma (Cuba)
La Palma is een gemeente in de Cubaanse provincie Pinar del Río. De gemeente heeft een oppervlakte van 640 km² en telt 35.000 inwoners (2015).

## Geboren
- Silvia Costa (1963), atlete